# Ledenik Cesarički
Ledenik Cesarički – wieś w Chorwacji, w żupanii licko-seńskiej, w gminie Karlobag. W 2011 roku liczyła 20 mieszkańców.